# Circonscription de Keyafer Regular
La circonscription de Keyafer Regular est une des 121 circonscriptions législatives de l'État fédéré des nations, nationalités et peuples du Sud, elle se situe dans la Zone Sud Omo. Son représentant de 2005 à 2009 est Ayke Zombe Killo.